# Харчовик (Сімферополь)
Футбольний клуб «Харчовик» або просто «Харчовик»  — радянський футбольний клуб з міста Сімферополь, АР Крим.

## Історія
Футбольний клуб «Харчовик» заснований в 30-х роках XX століття в місті Сімферополь. Спочатку виступав у регіональних змаганнях. У 1938 році команда стартувала в Кубку СРСР. Потім продовжував виступати в чемпіонатах та кубках Кримської області, допоки його не розформували.

## Досягнення
- Кубку СРСР
  - 1/128 фіналу (1): 1938

- Кубок Криму
  -  Володар (1): 1948

## Відомі гравці
- Володимир Науменко
- Михайло Сачко
- / Валерій Авдиш
- Олег Костіков
- Сергій Мамонов

## Відомі тренери
- Михайло Сачко